# Richmond (Tasmania)
Richmond – miasto w Australii, na Tasmanii.